# 小行星25455
小行星25455（25455 Anissamak）是一颗绕太阳运转的小行星，为主小行星带小行星。该小行星于1999年12月19日发现。

## 轨道参数
小行星25455的轨道半长轴为361 656 938 km，2.4174929 UA，离心率为0.075。